# Söhne Mannheims

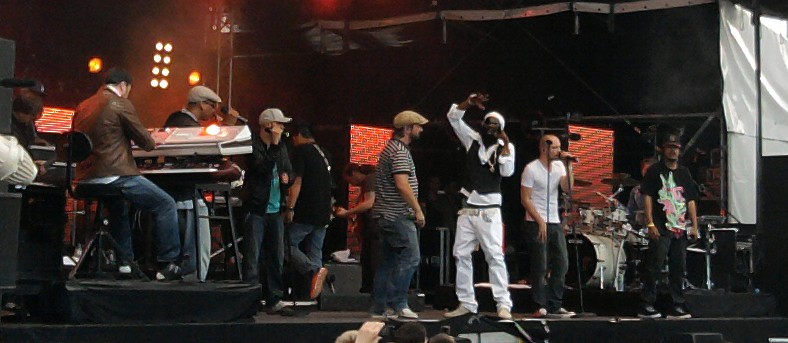
Söhne Mannheims in 2011

Söhne Mannheims is een Duitse band gevormd rondom zanger, songwriter en muziekleraar Xavier Naidoo. Deze band werd in 1995 in Mannheim gevormd. De bandnaam betekent 'Mannheims zonen'. De band bestond bij de oprichting uit zeven bandleden; tegenwoordig zijn het er veertien, maar dat aantal verandert van tijd tot tijd.
Na de doorbraak van Xavier Naidoo (spreek uit: Ksevi'jer Naidoe) was het even stil rond Söhne Mannheims. Vier jaar later pakte Xavier en de andere bandleden echter de draad weer op om aan het album Noiz te werken. Deze trend lijkt zich door te zetten nu het derde studioalbum 'Iz On' uitgebracht is in juli 2009.
Hun grootste hit is 'Und wenn ein Lied'. deze stond in de zomer van 2005 op de hoogste plaats van de Duitse hitlijsten. Het nummer is afkomstig van het album Noiz, dat ook wekenlang op één stond in de Duitse albumlijsten. Van de concerten is tevens een livealbum gemaakt genaamd Power of Sound. Deze zijn in Nederland verschenen onder het label van Universal.
De band maakt zoveel soorten muziek dat het moeilijk is ze in een hokje in te delen. Zo maken ze soul, gospel, reggae, rock, ballads en verscheen er op het album Noiz zelfs een a-capella-versie van Vater Unser, het Duitse Onzevader. Veel van hun nummers bevatten religieuze boodschappen.
Bassist Robbee Mariano overleed in april 2018 op 47-jarige leeftijd.

## Bezetting
Zang/rap
- Marlon B. (rap)
- Metaphysics (rap)
- Michael Klimas (zang)
- Tino Oac (zang)
- Xavier Naidoo (zang)

Toetsen
- Michael Herberger
- Florian Sitzmann

Snaren
- Andreas Bayless
- Kosho

Dj
- Billy Davis

Slagwerk
- Ralf Gustke
- Bernd Herrmann

Bas
- Robbee Mariano

## Ooit meegespeeld
- Rolf Stahlhofen (zang)
- Edo Zanki (zang)
- Henning Wehland (zang)
- J-Luv (zang)
- Jah MC (rap)
- Claus Eisenmann (zang)
- Uwe Banton
- Jah Meek
- Pbc

## Discografie

### Albums
- Zion, 2000
- Noiz, 2004
- Power of the Sound (live), 2005
- Iz On, 2009

### Dvd
- Power of the Sound, (2005)

### Singles
Singles - Zion
- Wir haben euch noch nichts getan
- Geh' davon aus
- Dein Glück liegt mir am Herzen
- Power of the Sound

Singles - Noiz
- Vielleicht
- Dein Leben / Babylon System (Doppel-Single)
- Und wenn ein Lied
- Wenn du schläfst

Singles - Power of the sound
- Zurück zu dir

### Boeken
- ... Mitten unter Euch (fotoalbum)
- Best Of (songbook)